# Huis De Vicq
Huis De Vicq is een herenhuis in de Gouden Bocht van de Herengracht in Amsterdam, op huisnummer 476. Het werd in 1670 gebouwd, en was tot en met 12 december 2022 het landelijk kantoor van het Prins Bernhard Cultuurfonds. Het huis is een van de best bewaarde voorbeelden van een dubbelbreed Amsterdams grachtenpalazzo (stadspaleis) uit de tweede helft van de zeventiende eeuw.

## François de Vicq
Het huis werd gebouwd voor geneesheer en regent François de Vicq (1603-1678), die in 1665 een dubbel perceel had gekocht. Hij liet er een breed huis op bouwen met een voordeur in het midden en twee ramen links en rechts. Het huis werd voorzien van een gevel met Korintische pilasters en een fronton. Deze vorm van Hollands classisme was toen al uit de tijd. Zijn echtgenote Aerlant Verhoutert overleed in 1669, een jaar voordat het huis klaar was en hij het betrok. Hun enige zoon, François de Vicq, erfde het huis en bleef er wonen.

## David de Neufville
In 1707 verkochten de kinderen van De Vicq het huis aan de doopsgezinde koopman David de Neufville (1654-1729). Hij kreeg met zijn echtgenote Agneta de Neufville twee dochters, Catharina (1684-1729) en Petronella (1688-1749). Beiden trouwden een Van Lennep.

## Dirk van Lennep
In 1730 kwam het huis via een boedelscheiding in handen van Dirk van Lennep Dirksz, de tweede echtgenoot van hun dochter Catharina de Neufville (1684-1729). Van Lennep liet het fronton verwijderen en vervangen door een gebeeldhouwde balustrade met familiewapen, vervaardigd door de Amsterdamse beeldhouwer Ignatius van Logteren. Ook liet hij het huis inwendig verfraaien. Op de plaats van de 17de-eeuwse trap kwam een nieuw trappenhuis in Lodewijk XIV-stijl met marmeren vloer en wandbekleding en rijk gesneden balusters van eikenhout. Er werden plafondschilderingen aangebracht, onder meer van de hand van Jacob de Wit. De werken van De Wit behoren tot de beste uit zijn oeuvre. Verder werd een tuinpaviljoen gebouwd met onder meer beelden van Apollo en Diana.
Van Lennep raakte echter veel geld kwijt aan speculaties en verhuisde in 1733 naar Utrecht, waarna het huis werd gekocht aan Jean de Wolff (†1735).
Diens weduwe Margaretha Verhamme (1684-1756) bleef er wonen en hertrouwde in 1737 met Paulus Loot van Santvoort (1673-1753), die op nummer 425 woonde. Na haar overlijden werd het huis geveild. Het werd gekocht door Aarnout van Lennep (1718-1791), zoon van Petronella de Neufville en Jacob van Lennep Aarnoutsz.

## Henric Muilman

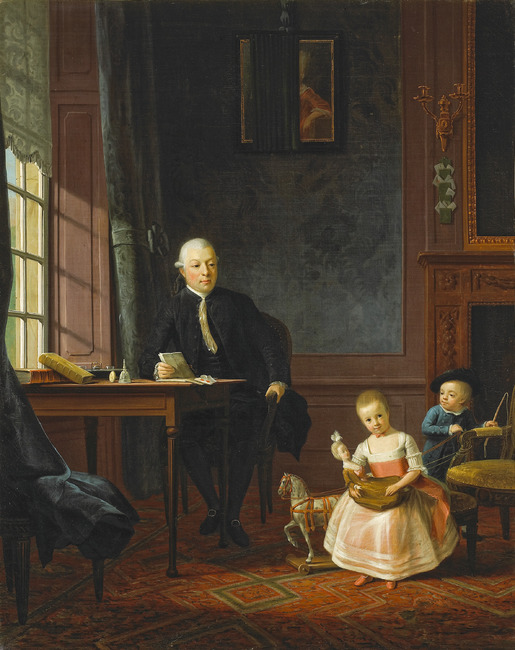
Henric Muilman en zijn kinderen, Hermanus Numan 1776

In 1792 werd het huis weer geveild. Het huis werd gekocht door de kunstverzamelaar Henric Muilman (1743-1812), firmant van Muilman & Soonen. Muilman was getrouwd met Susanna Cornelia Mogge. Muilman liet bij zijn overlijden een verzameling van 200 schilderijen na. Hun zoon Willem Ferdinand Mogge Muilman (1778-1849) betrok het huis in 1813. Van 1835-1844 was Mogge Muilman president van De Nederlandsche Bank.

## Van de Poll
Zijn dochter Anna Maria Mogge Muilman (1811-1878) trouwde met Jhr Archibald Johan van de Poll (1800-1870). Diens zoon uit een eerder huwelijk, Jacobus Salomon Hendrik van de Poll (1837-1880), schonk de schilderijencollectie na de dood van zijn stiefmoeder aan het Rijk, zij bevindt zich in het Rijksmuseum.
Van 1881 tot 1887 werd het huis verhuurd aan de 'Gouden School', een meisjesschool, die weer vertrok toen Van de Polls buitenechtelijke zoon Jacobus Rudolphus Hendrik Neervoort van de Poll er met zijn vrouw kwam wonen.
In 1894 verkocht Neervoort het huis aan Hugo Muller. Muller was getrouwd met Anna Theresia de Kuyper.

## Rosenthal
In 1904 kocht George Rosenthal het huis voor zijn geadopteerde dochter Marianne Elias Rosenthal, die hier met haar tweede echtgenoot Berthold Nathusius (1859-1921) ging wonen. Met architect Eduard Cuypers werd vanaf 1904 veel verbouwd.

## Georgina Mirandolle
In 1927 werd het huis verkocht aan Georgine Louise Charlotte Antoinette Mirandolle (1874-1974), die o.a. een jugendstil-badkamer aan liet brengen. In 1943 werd het huis door de bezetters opgeëist omdat het Carlton Hotel door een bom was getroffen.

## Vereniging Hendrick de Keyser
In 1953 werd het huis geschonken aan de Vereniging Hendrick de Keyser onder voorwaarde dat Georgine Mirandolle er tot haar dood mocht wonen. Tussen 1974 en 1981 werd het huis bewoond door een Kraakwacht. Vanaf 1981 was het de huisvesting van het Prins Bernhard Cultuurfonds (tot en met 12 december 2022).

## Galerij

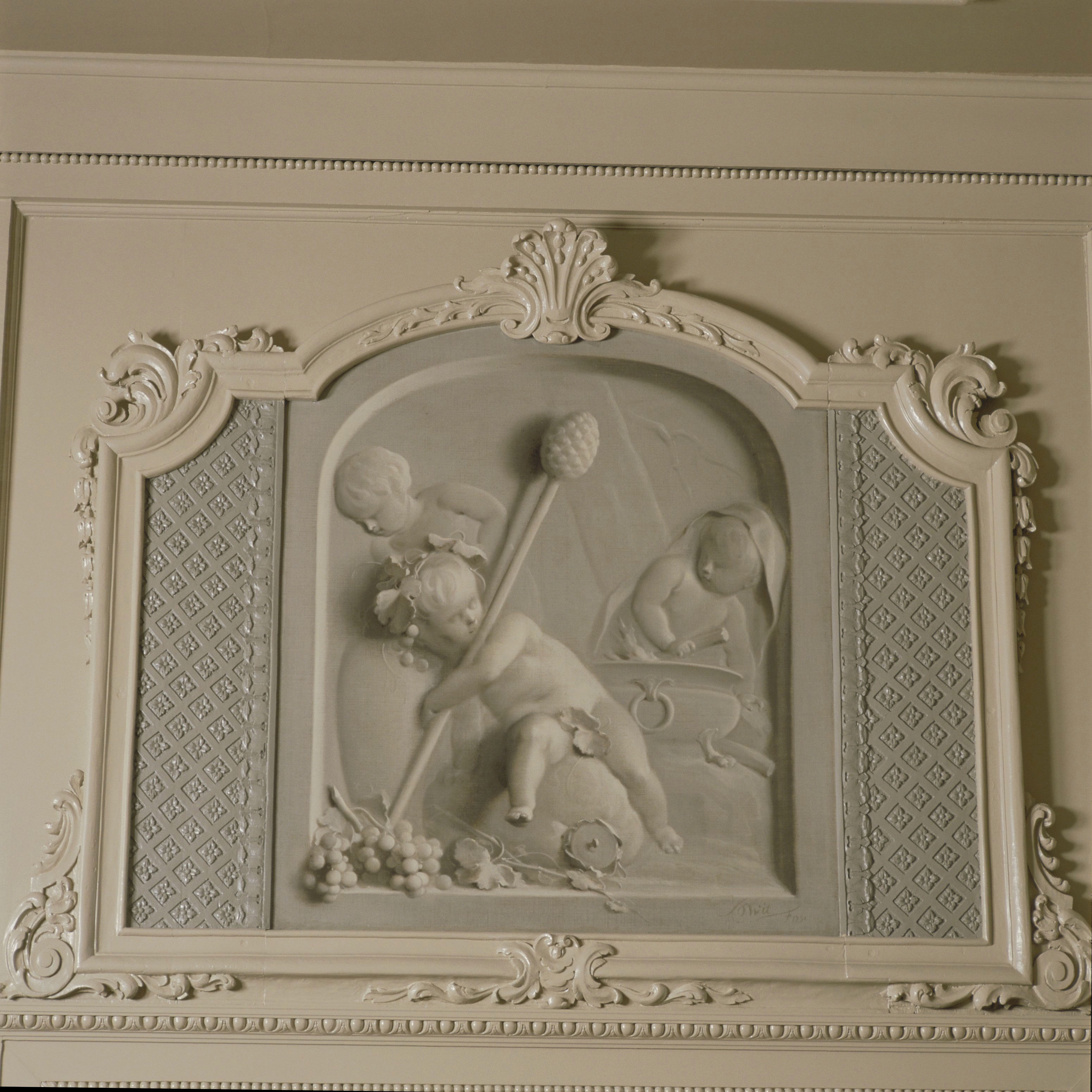
bovendeurstuk Jacob de Witzaal
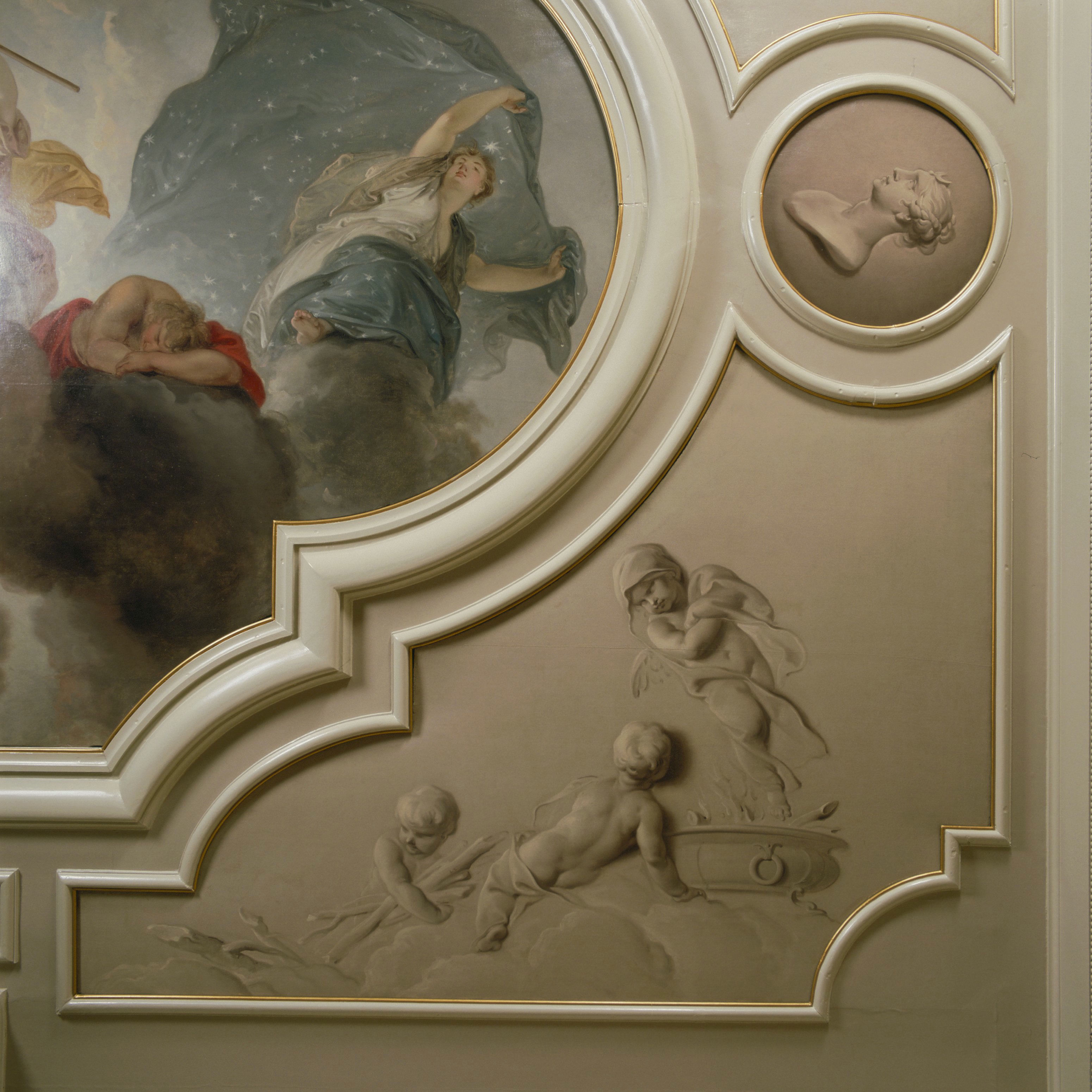
plafondschildering Jacob de Witzaal
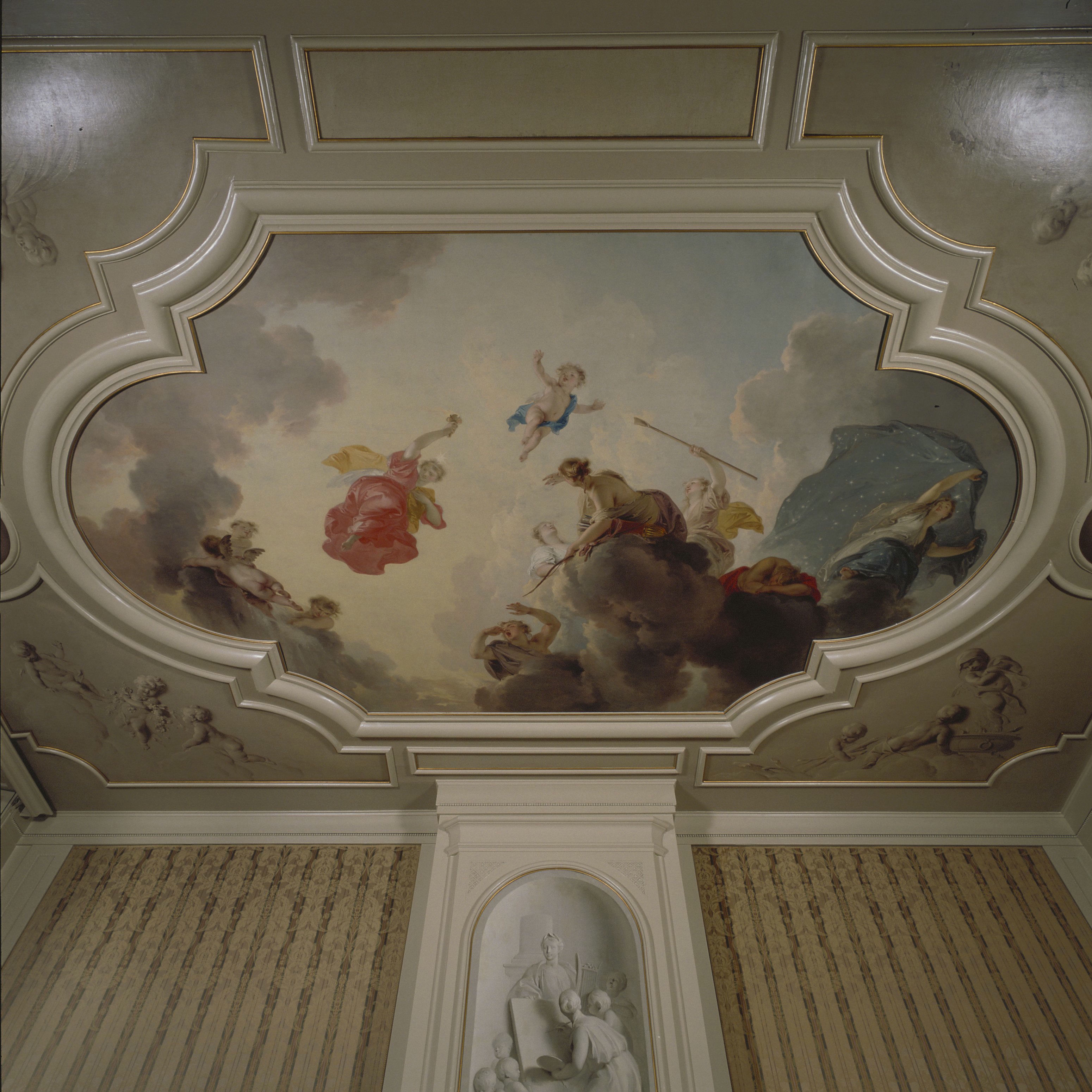
plafondschildering Jacob de Witzaal
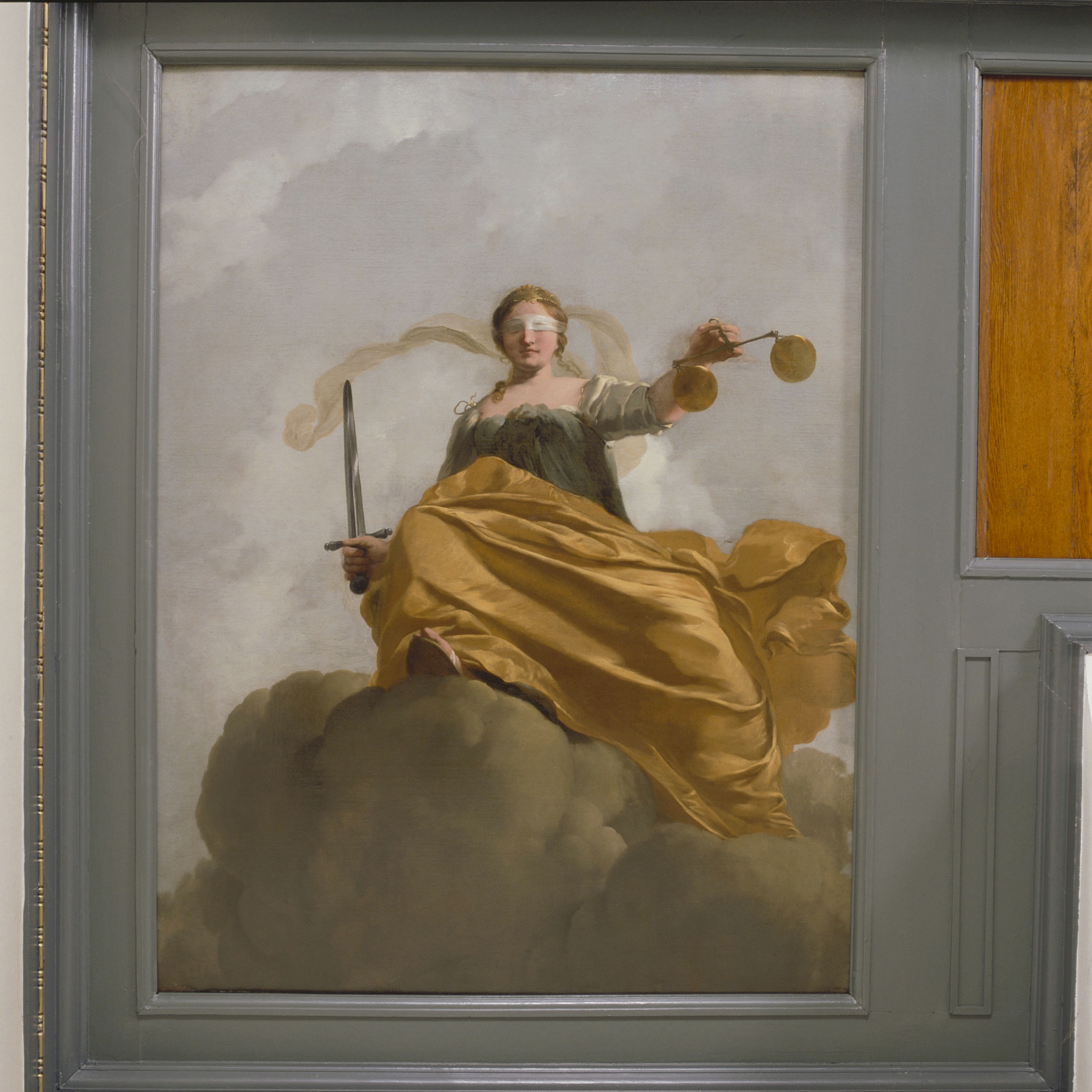
plafondschildering Grote zaal
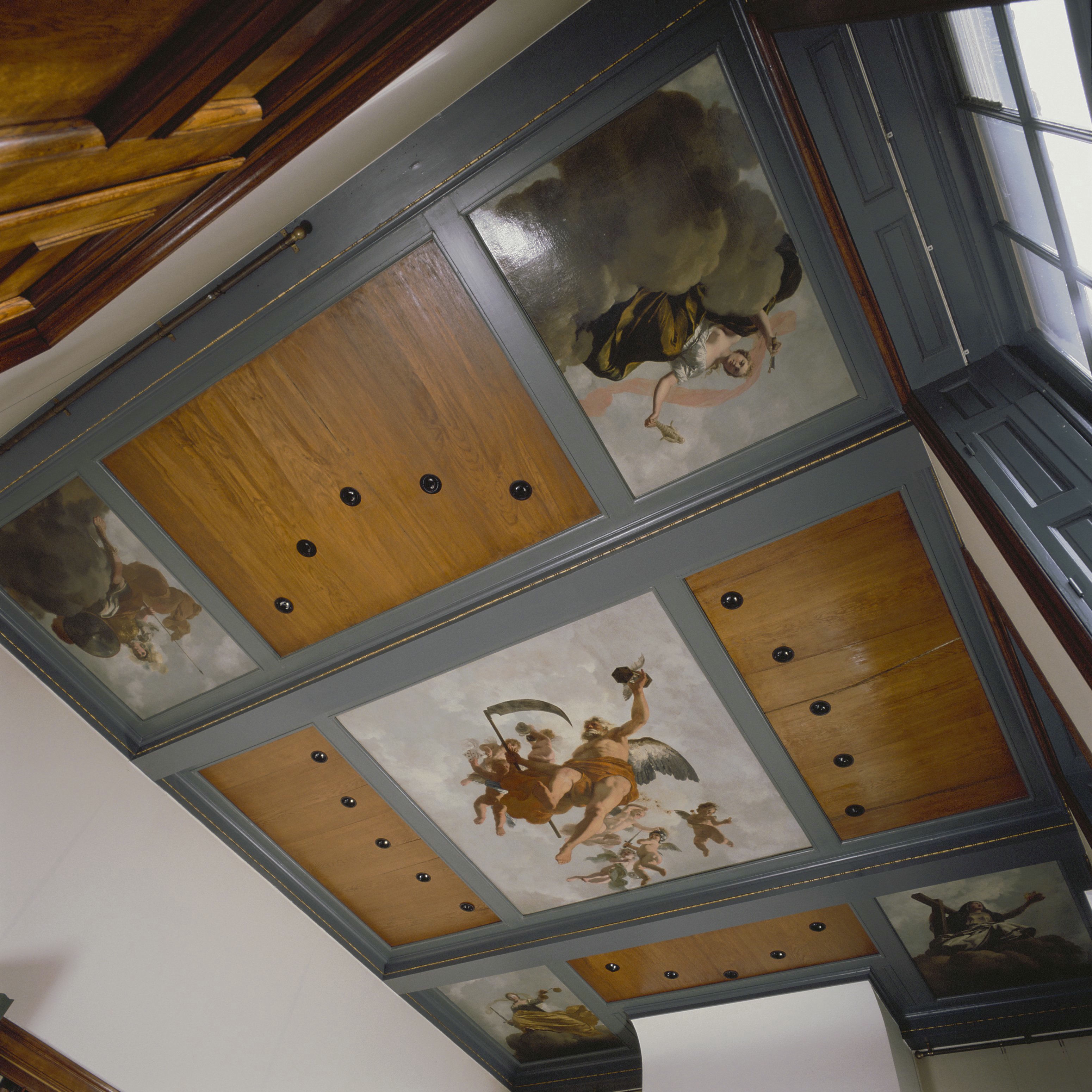
plafondschildering Grote zaal
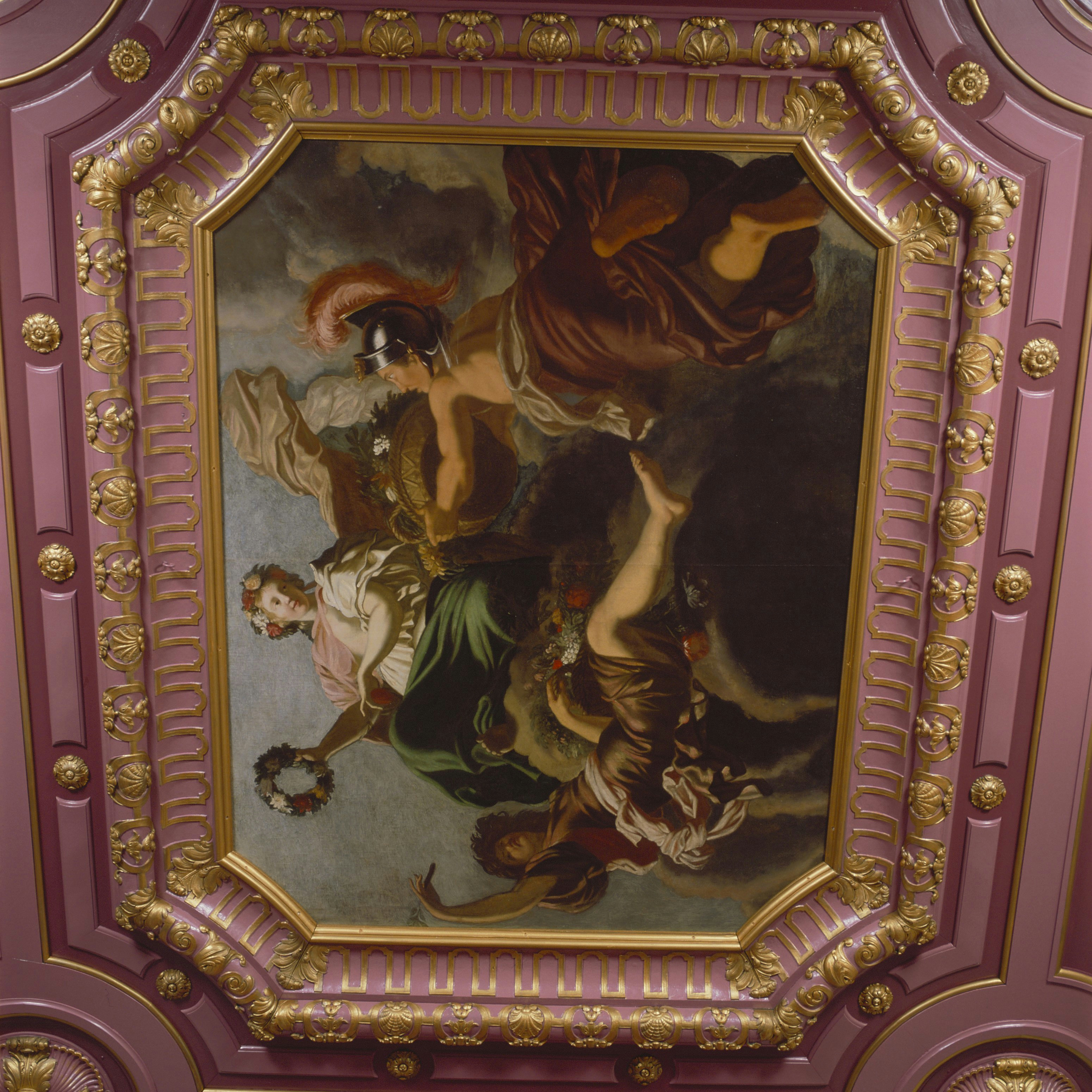
plafondschildering linker voorkamer